# Ismael Serrano
Ismael Serrano Morón (Madrid, 9 marzo 1974) è un cantautore spagnolo.
È un cantautore molto impegnato dal punto di vista sociale; tali tematiche si riflettono spesso nelle sue canzoni.
Inizia la sua carriera di cantautore negli anni novanta: nel 1996 viene pubblicato il suo primo cd Atrapados en el Azul. Al suo interno trovano posto canzoni come Papa cuentame otra vez o Vertigo.
Nel 1998 esce il suo secondo disco, La memoria de los peces, che conferma il suo successo e lo porta ai primi posti delle classifiche spagnole, argentine, messicane e uruguayane.
Los paraisos desiertos (2000), terzo album del cantautore, porta con sé notevoli variazioni dal punto di vista musicale: gli arrangiamenti dei brani si aprono, ad esempio, al jazz. A partire da tale anno aumentano le sue collaborazioni con numerosi artisti spagnoli e latino-americani.
Nel 2002 viene pubblicato il suo quarto album, La traicion de Wendy, in cui si amplia il ventaglio di riferimenti a generi musicali di varie parti del mondo.
Nel 2003 esce Principio de incertidumbre, un doppio album registrato in diretta nel teatro di Madrid "Lope de Vega" (situato nella Gran Via, sede dei principali teatri di musical madrileni): l'album raccoglie i principali successi del cantautore cantati dal vivo.
Nel 2005 è la volta di Naves ardiendo más allá de Orión, il suo sesto album, definito dalla critica come il migliore album del cantautore. A questo album seguono 18 mesi di tour, con quasi 200 date fra Spagna, Stati Uniti, Canada e America Latina.
Nel 2007 esce Sueños de un hombre despierto che raggiunge, in Spagna, la vetta della classifiche la settimana successiva alla sua uscita.